# Liste der Michigan State Historic Sites im Roscommon County

Lage des Roscommon Countys in Michigan

Diese Liste der Michigan State Historic Sites im Roscommon County nennt alle als Michigan State Historic Site eingestuften historischen Stätten im Roscommon County im US-Bundesstaat Michigan. Die mit † markierten Stätten sind gleichzeitig im National Register of Historic Places eingetragen.
| Name                                                             | Bild | Lage                                              | Ort             | Eintrag seit  |
| ---------------------------------------------------------------- | ---- | ------------------------------------------------- | --------------- | ------------- |
| Eggleston School†                                                |      | 10539 Nolan Road                                  | Nester Township | 29. Feb. 1996 |
| Gerrish Township Informational Site                              |      | 2997 E Higgens Lake Drive                         | bei Roscommon   | 12. Dez. 1979 |
| Pioneer House                                                    |      | 600 Lake Street                                   | Roscommon       | 20. Jan. 2000 |
| Roscommon Lumber Company / Prudenville Informational Designation |      | Trestle Park, M-55 an der M-18                    | Prudenville     | 2014          |
| Terney House                                                     |      | 603 Lake Street (M-18), nördlich der Third Street | Roscommon       | 24. Aug. 1978 |

## Belege
1. ↑  National Register Information System. In: National Register of Historic Places. National Park Service, abgerufen am 13. März 2009 (englisch).